# Egnazia
(Orazio, Sat., 1.I, V, 96-97)

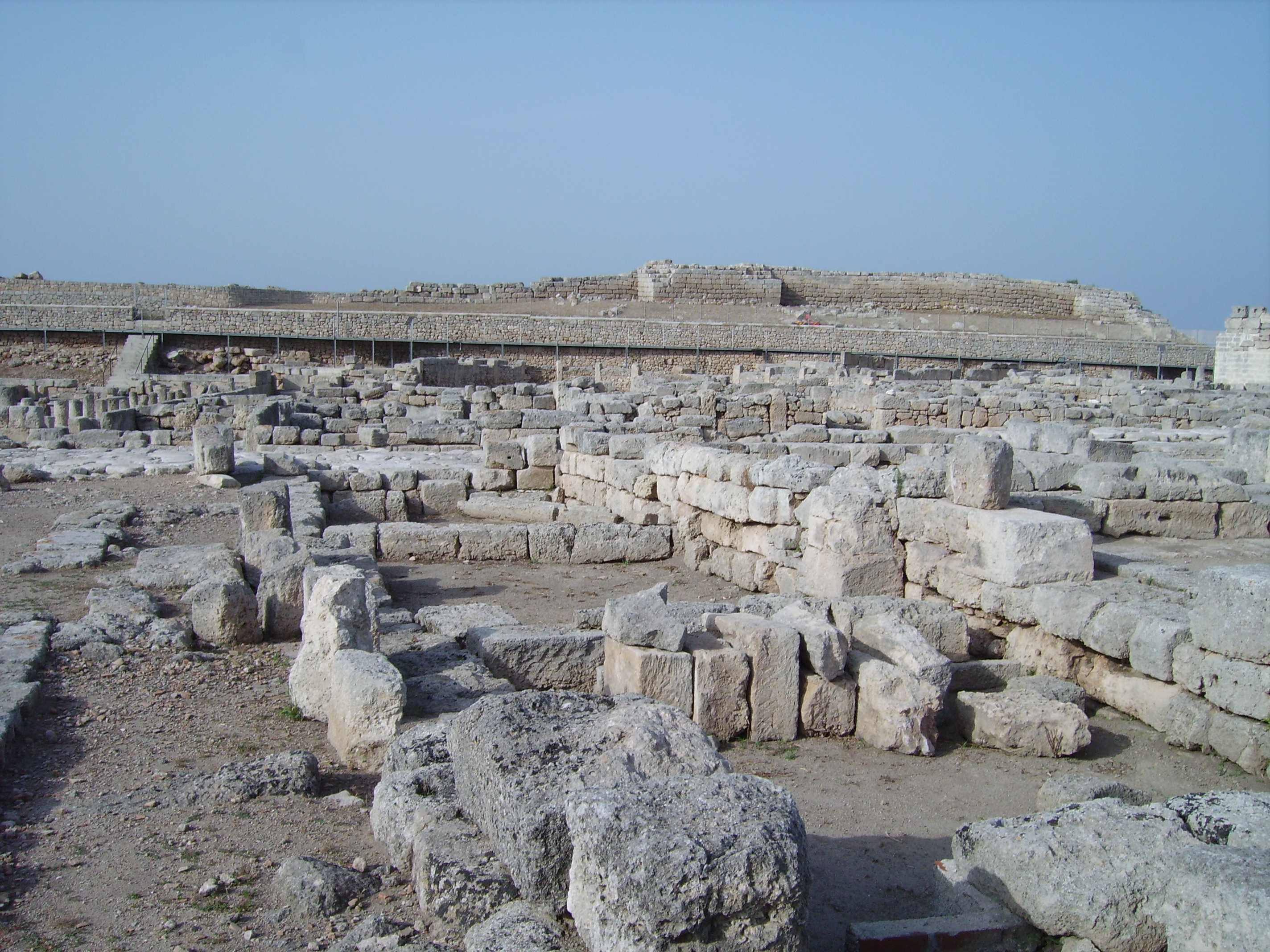
Egnazia vista da una delle tre traverse attualmente scoperte della Via Traiana. Sullo sfondo, le mura dell'acropoli.

Egnazia (o Egnathia e Gnazia e in greco Eγνατία) era una città dell'attuale Puglia, le cui rovine sono situate a nord di Fasano, in provincia di Brindisi. Fu centro dei Messapi posto ai confini con la Peucezia (situata più a nord), lungo la cosiddetta soglia messapica; in lingua messapica era chiamata Gnathia, mentre dai dai greci e poi dai romani fu chiamata Egnatia o Gnatia. 
Il toponimo romano Egnatia deriva dal fatto che il suo porto veniva principalmente utilizzato per raggiungere l'inizio della via Egnatia (o via Ignazia), l'antica strada di comunicazione della Repubblica romana che congiungeva l'Adriatico con l'Egeo e il Mar Nero, la cui realizzazione ebbe inizio nel 146 a.C., su ordine del proconsole di Macedonia Gneo Egnazio, dal quale entrambi i toponimi originano.
Citata da Plinio, Strabone e Orazio, che la ricorda in una Satira che narra il suo viaggio da Roma a Brindisi. Grazie ai cospicui ritrovamenti di un determinato tipo di ceramica, ha dato il nome a uno stile decorativo di ceramiche del IV e III secolo a.C. chiamato "stile di Gnatia", anche se non ne fu certamente il principale centro di produzione.

## Storia degli scavi

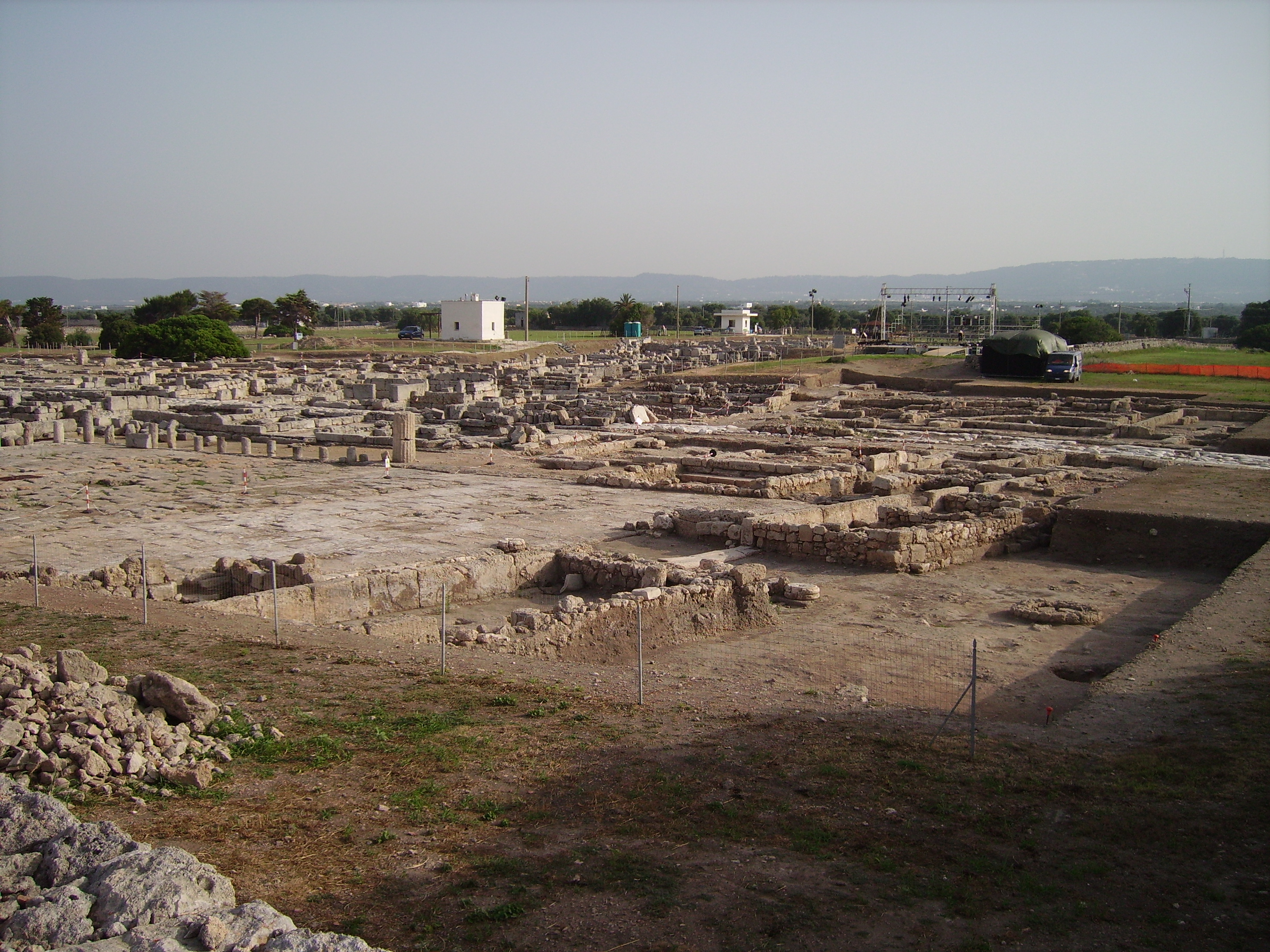
Egnazia vista dall'acropoli: in evidenza, la zona occidentale, ancora in fase di scavo (giugno 2007).

La storia degli scavi effettuati a Egnazia è simile a quella di altri comuni pugliesi con importanti testimonianze archeologiche, come Ruvo o Canosa, in quanto i primi rinvenimenti furono finalizzati per lo più al saccheggio e alla vendita sommaria dei reperti pervenuti. In particolare, i primi depredamenti ebbero luogo nel 1809 quando alcuni ufficiali francesi di stanza a Egnazia, per rendere più interessanti le loro giornate cominciarono a sondare il terreno circostante le rovine (all'epoca coperte di rovi) per ricavarne reperti da rivendere poi sul mercato archeologico clandestino. A causa della carestia del 1846 e alla conseguente mancanza di lavoro, fasanesi e monopolitani si diedero al saccheggio sistematico di centinaia di tombe per fare incetta di vasi, bronzi, oggetti d'oro, monete, statuette di terracotta che rivendevano a Napoli e altrove. La vicenda suscitò il biasimo del Mommsen, in particolare per le modalità con cui venivano svolti gli scavi, effettuati senza che si prendessero le notizie relative alle circostanze del ritrovamento, privando perciò la storia, in ogni scavo, per tutto il tempo a venire, di importanti dati per ricostruirne il corso. Le notizie di quanto accadeva a Egnazia raggiungevano regolarmente Napoli e il Pepe ricorda anche che fu predisposta un'ispezione affidata all'architetto Carlo Bonucci. Questi però, probabilmente influenzato dall'Intendente della Provincia, che in quella occasione gli fece dono del caduceo d'oro poi venduto ai musei di Berlino, si fermò a Bari, informando le autorità napoletane che non era il caso di scavare a Egnazia per la "scarsa consistenza dei monumenti da indagare". Il traffico era alimentato proprio da queste persone, come ci dimostra lo stesso Bonucci, che non menzionò la vendita del caduceo di bronzo, acquistato per soli due carlini presso un contadino e poi ceduto per 25 piastre, dopo molte e vive insistenze, al negoziante napoletano Barone, che a sua volta lo rivendette per 72 colonnati a un tale, che lo portò fuori dall'Italia.
I primi scavi metodici furono effettuati nel 1912, per poi riprendere nel 1939, 1964 e 1978, anno in cui fu costruito l'attuale museo archeologico, e sono tuttora in corso: dal 2001 l'Università degli Studi di Bari in collaborazione con il comune di Fasano porta avanti un progetto di scavo che sta contribuendo a una più approfondita conoscenza della città; tra le scoperte più importanti vi è il rinvenimento dell'altra metà della piazza porticata scoperta da Quintino Quagliati nel 1912 e di altre interessanti strutture che stanno aiutando gli archeologi a chiarire alcuni aspetti urbanistici finora non del tutto conosciuti.

## Storia della città
(Strabone, fine I secolo a.C.)
Citata da autori come Plinio, Strabone e Orazio, la città ebbe grande importanza nel mondo antico per la sua posizione geografica; grazie alla presenza del porto e della via Traiana, infatti, essa fu attivo centro di traffici e commerci.
La storia dell'antica Gnathia si è snodata nell'arco di molti secoli. Il primo insediamento, costituito da un villaggio di capanne, sorse nel XV secolo a.C. (età del bronzo) e il sito fu sicuramente frequentato nel XIII secolo a.C., in epoca postmicenea, come attestano i fori di palificazione (ancora in età del bronzo). Nell'XI secolo a.C. (età del ferro) si registra l'invasione di popolazioni provenienti dall'area balcanica, gli Iapigi, mentre con l'VIII secolo a.C. inizia la fase messapica che per Egnazia, come per tutto il Salento, cesserà con l'occupazione romana avvenuta a partire dal III secolo a.C. La città entrerà quindi a far parte prima della repubblica (come civitas foederata probabilmente dopo il 267 - 266 a.C. e come municipium dopo la guerra sociale) e poi dell'Impero romano e decadrà insieme a esso. Della fase messapica di Egnazia restano le poderose mura di difesa e le necropoli, ove oltre a tombe a fossa e a semicamera, sono presenti monumentali tombe a camera decorate con raffinati affreschi.
Poco si sa della sua fine, ma è molto probabile che essa, come molte altre città, sia stata saccheggiata dai Goti del re Totila nel corso della guerra greco-gotica (intorno al 545 d.C.). Si crede anche che la diffusione, in epoca paleocristiana, della malaria e l'insicurezza data dalla sua posizione (nell'Alto Medioevo erano molto frequenti le scorrerie dei Saraceni lungo le coste) abbiano spinto i pochi abitanti rimasti a rifugiarsi nei casali dell'entroterra; così nacque Fasano, assieme ad altri piccoli centri, e si sviluppò Monopoli. Il sito archeologico rimase sotto l'amministrazione del comune di Monopoli sino al 1927, anno d'istituzione della provincia di Brindisi, durante il quale il sito e tutta la zona d'agro a essa circostante passò sotto l'amministrazione del comune di Fasano.

### Età antica

#### L'acropoli
Morfologicamente l'area si configura come un altopiano allungato in direzione ovest/nord-ovest - est/sud-est, parallelo alla linea di costa, e raggiunge nella parte più interna, quota 3/5 m, degradando verso il mare con una serie di ampi terrazzi. Il territorio è modellato da lame dal fondo piatto e con pareti scoscese, che convogliano le acque meteoriche verso il mare. Per loro natura furono un'importante via di comunicazione attraverso cui si svilupparono e consolidarono i rapporti tra gli insediamenti costieri e quelli più interni.
Si sono avvicendati in questo contesto vari tipi di abitati, da quello dell'età del bronzo (XVI secolo a.C.), che poggia sulla piattaforma rocciosa di base, sino alle opere edilizie classiche e medievali. Le ricerche archeologiche del 1965 e del 1966 di Franco Biancofiore, consentono di attribuire 4 m della stratigrafia a fasi ben precise. Il villaggio più antico, del XVI secolo a.C. era protetto da un muraglione difensivo largo alla base 2,90 m e alto in origine 2,20 m costituito da blocchi calcarei irregolarmente squadrati che facevano da paramento a un riempimento di pietre e terra. Le capanne avevano probabilmente forma ovale, con pavimento in argilla pressata e definita da un muretto di pietrame con andamento curvilineo. Un periodo di abbandono è attestato da un livello carbonioso d'incendio a cui segue la costruzione di un nuovo villaggio. Le numerose forme ceramiche ricostruite sono per lo più scodelle, spesso prese forate per consentirne la sospensione. Allo stato attuale delle ricerche appaiono incerte le caratteristiche dell'insediamento per quanto riguarda le fasi successive relative alla tarda età del bronzo.

#### Età del ferro: gli Iapigi
Egnazia presenta testimonianze dell'età del ferro, sebbene la documentazione sia insufficiente a delineare i caratteri dell'insediamento. Occasionali recuperi di frammenti testimoniano l'occupazione anche di aree esterne all'acropoli, dove è accertato il primo insediamento umano continuo. Negli anni 1978-1979, alle falde della collina, fu rinvenuta una struttura a grandi blocchi irregolari, forse riferita all'impianto difensivo iapigio. Frammenti ceramici a fasce (da Corcira), associati a ceramica geometrica bicroma indigena, proverebbero il ruolo di scalo costiero transadriatico della città.

#### Messapi e greci
Per il successivo periodo arcaico si ipotizza una continuità di occupazione caratterizzata da nuclei abitativi sparsi. Sono i corredi funerari e la presenza di vaso messapico tipico (la trozzella) che permettono di associare Egnazia come insediamento messapico permeato dagli influssi greci, come testimonia l'abbandono della sepoltura in posizione rannicchiata, tipicamente indigena, a vantaggio di quella supina (dall'inizio del V secolo a.C.).
Le testimonianze più importanti del periodo messapico sono la cinta muraria e il nucleo delle tombe; la prima fu sicuramente edificata per la difesa da Taranto (costituisce quindi una testimonianza degli scontri tra Messapi e tarantini nel IV secolo a.C., prima della successiva alleanza contro i Romani). Il primo apprestamento era costituito da un muro ad aggere, con paramento esterno di blocchi di reimpiego e con fossato esterno. Nel III secolo a.C. fu realizzata una seconda cortina, addossata alla prima, con blocchi regolari, la cui testimonianza più importante è il muraglione (proteso nel mare, conservato in 16 filari e 7 m d'altezza, originariamente lungo 2 km, delimitante un'area urbana di circa 40 ettari).
Per tutto il IV secolo questa cinta racchiuse una città formata da nuclei sparsi di abitati e necropoli, che solo a partire dal III secolo conobbe un ampio sviluppo, lungo l'asse viario preesistente della via Appia Traiana (in età imperiale). La monumentalizzazione avvenne probabilmente con la fondazione di Brundisium.

### Età romana
1. Foro;
2. Via Traiana;
3. Il cosiddetto Anfiteatro;
4. Sacello delle divinità orientali;
5. Stoà ellenistica;
6. Basilica forense;
7. Vie non lastricate;
8. Basilica episcopale;
9. Basilica paleocristiana;
10. Fornace;
11. Battistero.

Mappa incompleta degli scavi archeologici nella zona pianeggiante ai piedi dell'acropoli, zona della città di massimo sviluppo in età romana.
- Foro;
- Via Traiana;
- Il cosiddetto Anfiteatro;
- Sacello delle divinità orientali;
- Stoà ellenistica;
- Basilica forense;
- Vie non lastricate;
- Basilica episcopale;
- Basilica paleocristiana;
- Fornace;
- Battistero.

Le strutture edilizie egnatine sembrano conservare ancora l'impronta di carattere magno-greca nell'uso di blocchi e lastroni. Tuttavia è possibile riscontrare tre diversi periodi di sviluppo delle tecniche edilizie presenti:
- impiego di blocchi e lastroni di carattere messapico;
- utilizzo di schemi derivanti dall'influenza di Roma;
- in epoca paleocristiana, reimpiego di blocchi e lastroni.

Queste tre fasi si susseguono per circa quattro secoli, tra la fine del II secolo a.C. e il III secolo d.C. La terza fase, quella del "ritorno all'antico" è conseguenza dello stato di impoverimento e decadenza di Roma come capitale dell'impero e quindi di tutto il settore occidentale dell'impero, Egnazia compresa, testimoniato dallo spostamento della capitale imperiale a Costantinopoli. Il ritorno all'antico è testimoniato anche dalle iscrizioni epigrafiche che si fermano all'imperatore Aureliano e ciò dimostra la diminuzione dell'influenza diretta di Roma. Vi è una differenza tra la tecnica di blocchi e lastroni utilizzata nell'età messapica e nell'età paleocristiana: nel secondo caso, i lastroni sono materiali di reimpiego di costruzioni precedenti. Le tecniche edilizie di carattere romano presenti a Egnazia sono: opus incertum, opus africanum ("a telaio"), opus reticulatum, opus testaceum, opus vittatum mixtum. L'insieme delle varie tecniche edilizie riscontrate a Egnazia porta a pensare che in questo luogo siano stati due i momenti di massima monumentalizzazione della città:

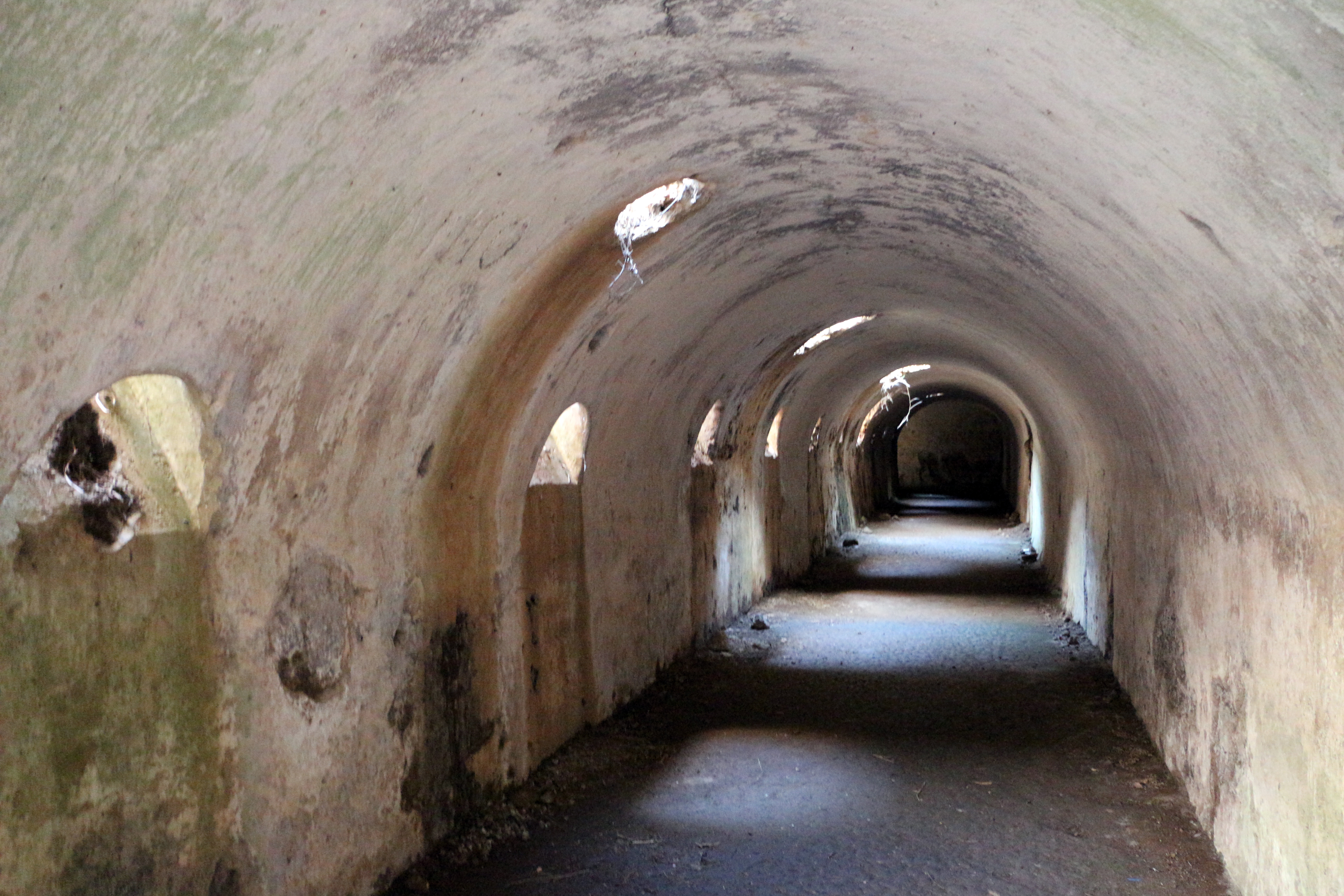
Il criptoportico

- Una prima fase, connessa con il patronato della città da parte di Marco Vipsanio Agrippa, braccio destro di Ottaviano Augusto, promotore di imponenti realizzazioni di edilizia pubblica che dovevano in parte sia contribuire ad accrescere il consenso dei cittadini nei confronti di Ottaviano e sia in parte ripagare i cittadini dell'appoggio dato a Ottaviano nel corso della guerra civile. A questa fase risalgono il criptoportico, il porto, la basilica civile, la piazza trapezoidale, l'anfiteatro, oltre che un primo impianto delle terme pubbliche. Le tecniche edilizie impiegate in questa fase sono l'opus incertum, l'opus reticulatum e quello africanum. Esempi di opus incertum a Egnazia sono esclusivamente di carattere pubblico: il criptoportico (nella volta) e un edificio collocato a sud della basilica civile (che viene identificato con l'impianto delle terme pubbliche). La volta unita all'opus incertum trova la più frequente applicazione nel I secolo a.C. per poi affievolirsi progressivamente nella prima età imperiale. L'opus africanum è presente nelle pareti dell'anfiteatro. Inoltre si trova in alcuni muri di ambienti collocati nel settore orientale della Via Traiana, nello spazio compreso tra la strada e l'anfiteatro. In questo caso le pareti sono alte circa 1,5 m e sono state realizzate con l'adozione delle classiche catene verticali di grossi blocchi squadrati, ma con un riempimento di pietre piuttosto voluminose che a volte non sono legate da malta ma sistemate a secco tramite degli allineamenti più o meno orizzontali (anche in maniera disordinata). Non ci sono più edifici in opus africanum a Egnazia ma, dal momento che le case del settore meridionale rispetto alla Via Traiana presentano lo stesso tipo di malta utilizzato nella costruzione dell'anfiteatro, è stata ipotizzata una presenza ben radicata di una popolazione punica. Questo anche in base al fatto che l'influenza cartaginese in Salento sviluppata nel conflitto tra Roma e Cartagine (Egnazia fu occupata dalle truppe cartaginesi tra il 212 e il 211 a.C.). L'opus reticulatum a Egnazia si trova nel criptoportico lungo le pareti laterali dell'ingresso attualmente inaccessibile (ma che costituiva l'ingresso principale quando il criptoportico fungeva da cunicolo sotterraneo di una superiore area santuariale in epoca augustea. L'opus reticulatum è stato realizzato anche per rivestire il cementizio del plinto terminale del Molo di Maestra (metà I secolo a.C. - metà I secolo d.C.). L'identica fattura del reticolato di questi due edifici porta a concludere che le due fabbriche siano state eseguite contemporaneamente. Inoltre questa tecnica si sviluppa in età tardo repubblicana e augustea e i suoi confini di sviluppo non vanno oltre quelli centro italici fermandosi in Campania; quindi la presenza del reticulatum nei due edifici egnatini sembra avvalorare l'ipotesi che tali opere siano state eseguite da maestranze campane pervenute in Puglia.

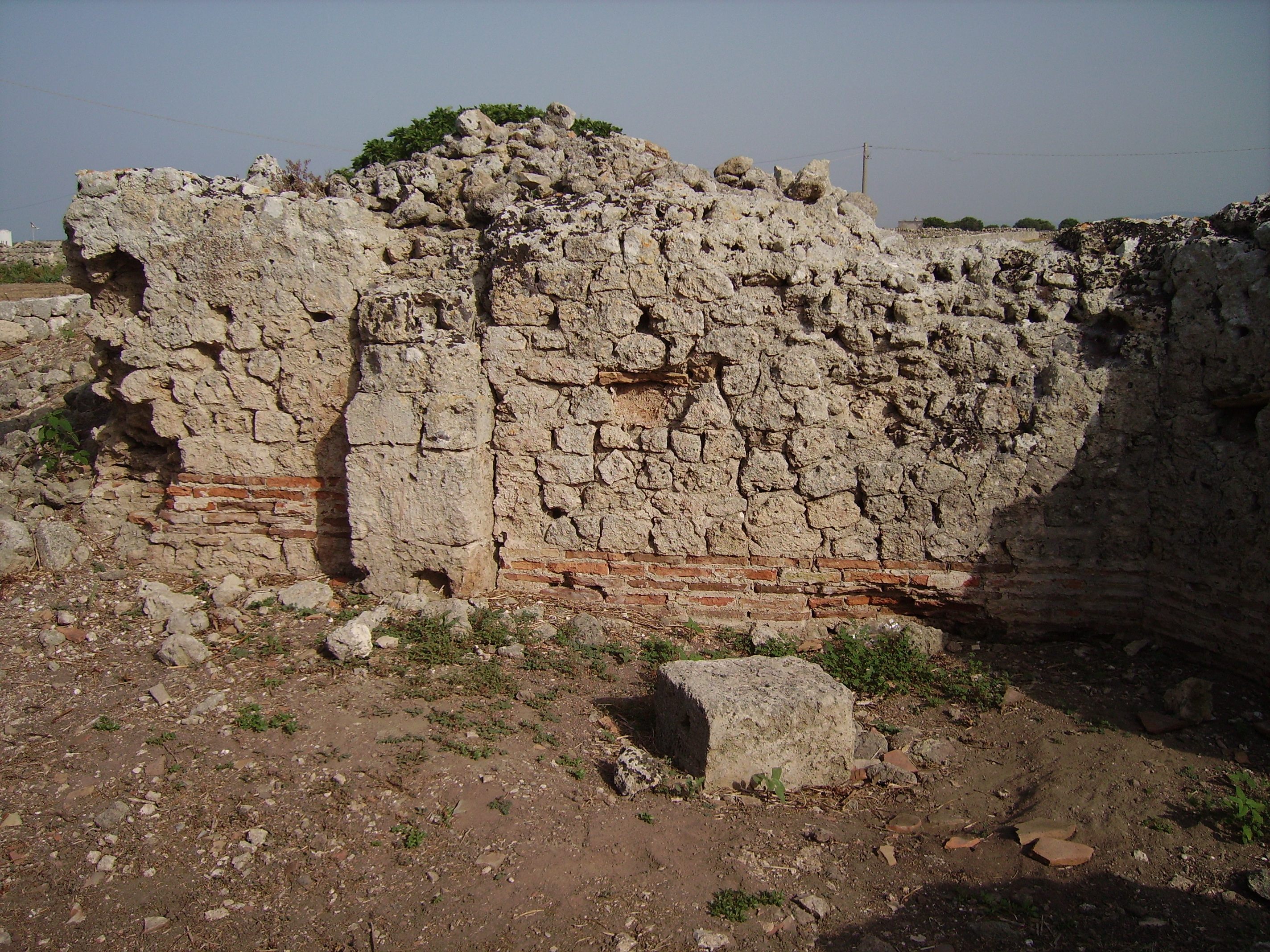
Opus vittatum mixtum nel muro di un edificio poco distante dalla via Traiana, a Egnazia

- Una seconda fase, connessa al vasto programma politico sviluppato da Traiano è visibile con la sistemazione della via che da lui ha preso il nome. A questa fase risalgono la pavimentazione della via Traiana, il "sacello delle divinità orientali", un "ambiente con vasca" a nord del sacello e alcuni setti murari collocati a ovest della via Traiana. Le tecniche costruttive utilizzate in questo periodo sono l'opus testaceum e l'opus vittatum mixtum. Dal punto di vista delle decorazioni è da notare come in questi due periodi, seppur distanti tra loro ben due secoli, non ci siano differenze e questo perché l'architettura romana in età traianea visse una specie di "revival augusteo", ritornando ai gusti decorativi propri della prima fase di monumentalizzazione della città. Per quanto concerne l'opus testaceum, a Egnazia uno dei due pilastri attigui al sacello è tagliato a un'altezza di 40 cm e mostra il blocco calcareo che ne costituisce l'anima, il cui perimetro viene rivestito in opus latericium (una novità in confronto al modo romano di edificarli, poiché l'anima del pilastro era realizzata con un nucleo di cementizio; il modello egnatino risente quindi sia della tecnica romana sia di quella indigena). Altre testimonianze sono offerte nel muro moderno artificiale edificato presso l'ingresso al criptoportico, nel versante superiore destro dell'attuale rampa di accesso alle gallerie sotterranee. È presente un setto murario di mattoncini rettangolari attualmente riverso sul bordo di una conca, che sembra essere stata una fontana, situata a sud-est e a un'altezza più bassa di 1,30 m del piano d'ingresso (piano dell'esedra) della basilica episcopale. Una maggiore rilevanza assumono due pilastri in testaceum distanti 6 m uno dall'altro e perfettamente allineati, immediatamente a nord del sacello, che sembrano essere stratigraficamente attinenti al sacello così come al basolato della Via Traiana (e quindi riconducibili agli inizi del II secolo d.C.). Cronologicamente, la tecnica dell'opus vittatum mixtum si sviluppa con l'ampliamento della Via Traiana e con il suo passaggio per Egnazia, sempre verso gli inizi del II secolo d.C. Tale tipo di opera sembra essere di diretta discendenza, a Egnazia, delle tecniche affermatesi nell'ultima fase architettonica di Pompei. Un esempio è dato dai setti murari delle probabili terme di Egnazia; queste costruzioni presentano tale tecnica realizzata tramite delle porzioni di cortina in tufelli alternati a laterizi ordinatamente sovrapposti e legati da malta. I tufelli sono ben squadrati a formare delle file orizzontali di opera quadrata molto precisa a volte regolarizzata dalla malta oppure da qualche raro inserto di tegole rotte.

#### Fase augustea

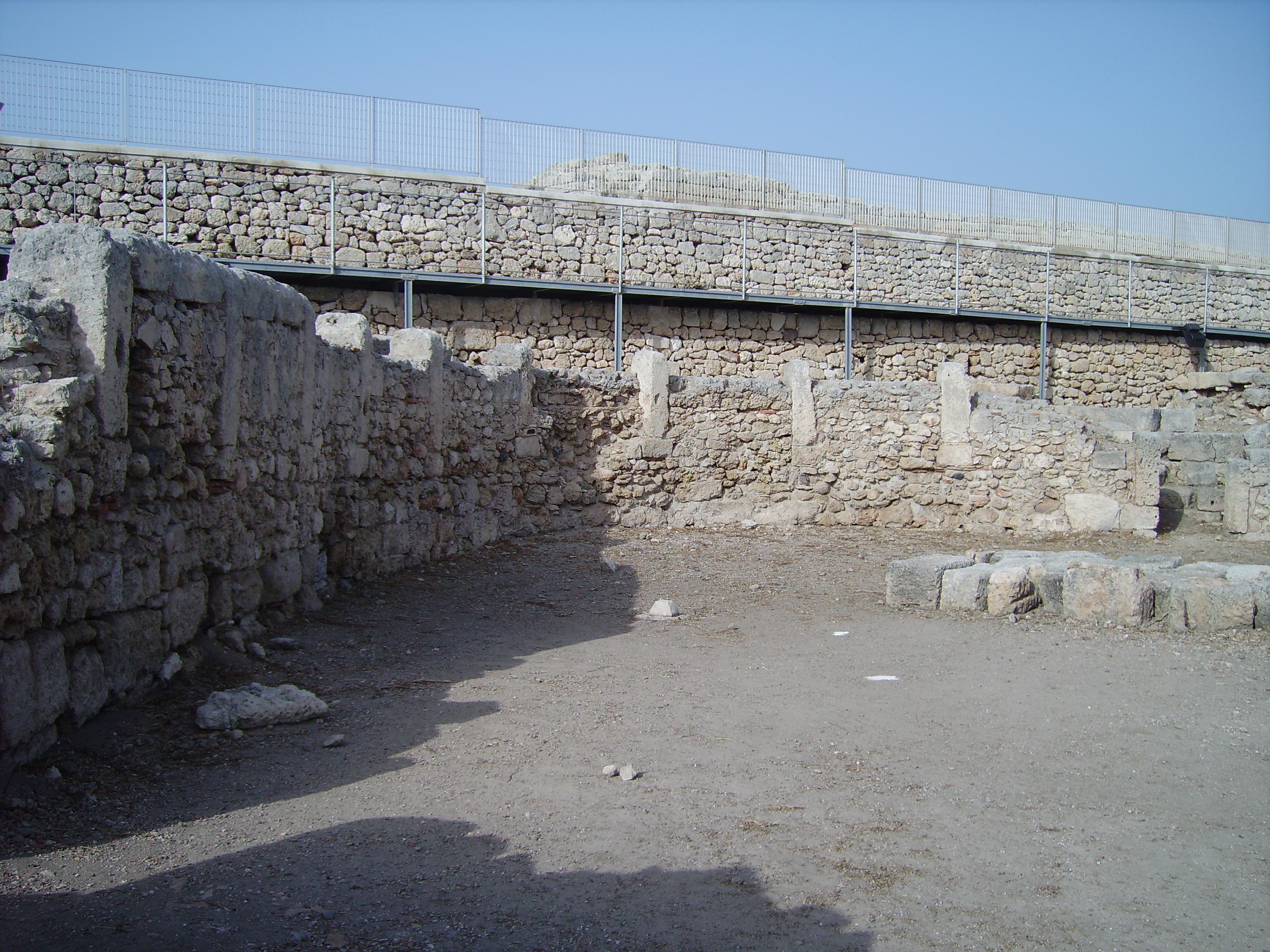
Opus africanum a costituire le mura perimetrali dell'anfiteatro di Egnazia (porzione nord). Sullo sfondo, la strada asfaltata che divide l'acropoli dalla città alle sue pendici; sono visibili, stagliati sul cielo, le mura dell'acropoli.

Sull'acropoli viene edificato un tempio ellenistico, di tipo italico, con podio modanato, costruito nel III secolo a.C., mentre "a valle" si estendeva l'area destinata alle funzioni pubbliche; tale processo urbanistico fu pienamente compiuto alla fine del I secolo a.C. L'opera di edificazione più imponente in questa fase è appunto legata a quello che si può considerare un Phrygianum o Metroon, ovvero un'ampia area santuariale, costruita alle pendici della collina sulla quale sorgeva l'acropoli, secondo un progetto in apparenza organico e unitario. Quest'area al suo interno comprendeva vari edifici, quasi tutti di carattere religioso, dedicati al culto della dea Cibele (Magna Mater) e del dio Attis, suo padernos. La "Magna Mater" riveste un ruolo di fondamentale importanza in un periodo, quello augusteo, in cui vengono vietati i culti orientali, tranne quello di Cibele, dea atta a fermare le tendenze "orientalizzanti" dei Romani. Il Phrygianum conoscerà un nuovo periodo di splendore con gli Antonini, il cui interesse verso tali culti è dovuto all'inserimento di Egnazia nel circuito commerciale e culturale dell'urbe, per il suo passaggio dalla via Traiana. In epoca tardoantica, con il prevalere del cristianesimo e la trasformazione della recente basilica civile in chiesa cristiana, il phrygianum sarà notevolmente rimaneggiato, il tempio di Cibele sarà distrutto, il teatro sacro coperto nel settore orientale e il Campus Magnae Matris invaso da strutture di vario genere. Tra le strutture di rilievo, nel phrygianum, ricordiamo:

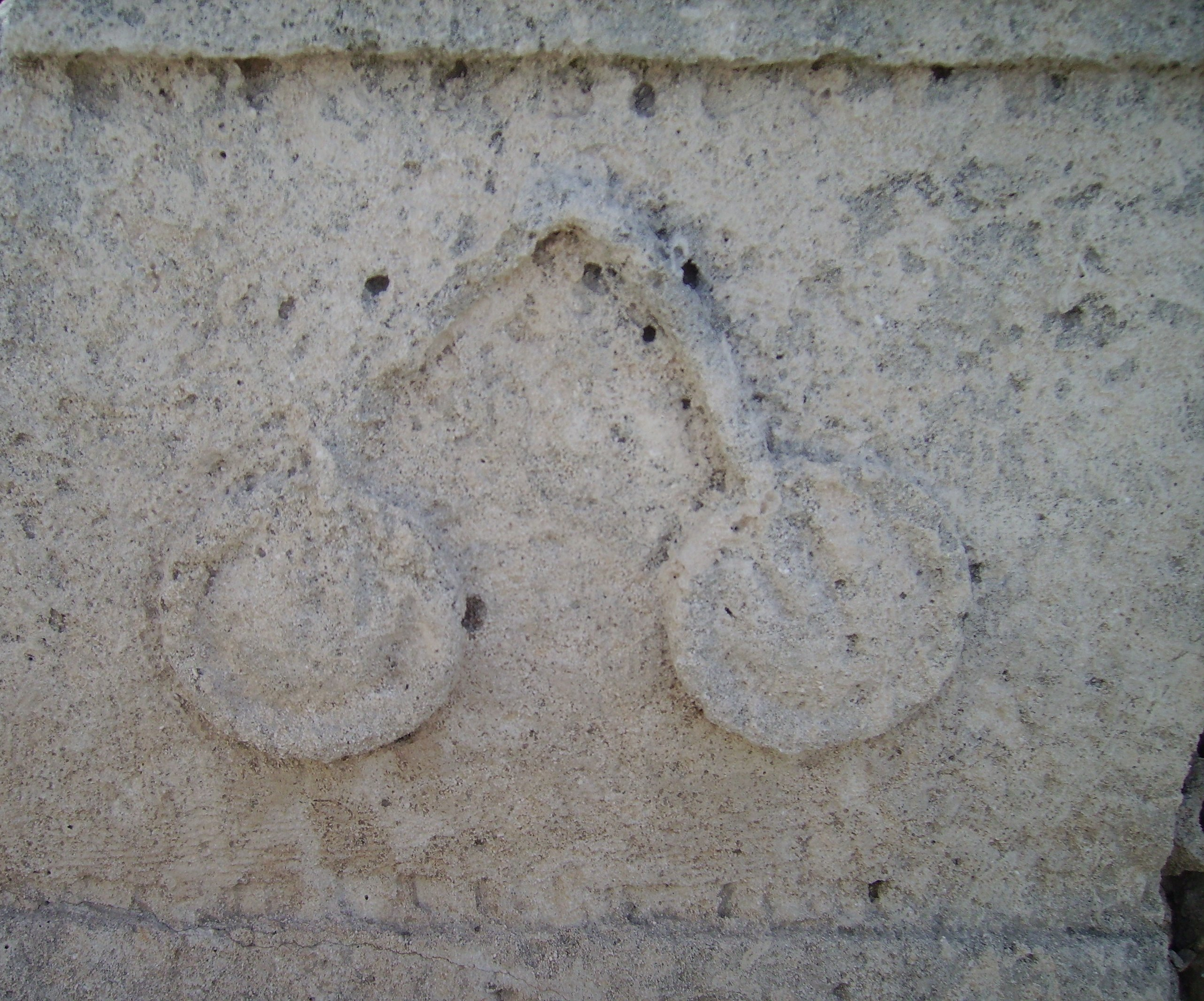
Cembali scolpiti su una delle facce del podio in pietra rinvenuto nel "sacello"; sui restanti tre lati sono presenti degli strumenti musicali e l'epigrafe dedicata alla sacerdotessa Flavia Cypare, che recita: «FLaVia... / SACErdOS MATRIS / MAGnae eT SYRIAE DEAE / EX ImpeRIO FECIT / L(ocus) D(atus) / D(ecurionum) D(ecreto)»

- Il cosiddetto anfiteatro: è un ampio recinto di forma ellissoidale (lungo 37 m e largo 25 m), con pareti in opus africanum coperte in alcuni punti da tracce di pittura e intonaco ormai quasi invisibili. I muri dell'edificio sono delimitati all'esterno da un camminamento lastricato percorribile per lunghi tratti. Verso N-E si nota una tribunetta in pietra, mentre a S-W i muri di spinta pseudo-radiali sono dotati di un doppio ingresso: uno sul lato della via Traiana e l'altro sul lato opposto. La sua forma ellissoidale lo rende leggermente schiacciato: la parte più stretta presenta una fila di sedili litici, riservati ai ceti sociali più alti, poiché il resto degli spettatori era in piedi e separati dall'arena da una staccionata lignea. In onore della dea Cibele si svolgevano i Megalenses o Ludi Megales: una settimana di spettacoli teatrali (pantomime che mettevano in scena la morte e resurrezione del dio Attis, che secondo la leggenda avveniva in primavera, come quella di Cristo). Alternativamente, si mettevano in scena negli altri giorni delle commedie greche. È quindi normale che il tempietto della dea sia affiancato dall'anfiteatro, che era funzionale alle celebrazione/rappresentazione nei giorni dei Megalenses. Architettonicamente, alcuni plinti del teatro sono in coerenza con quelli del tempietto, a segnare la continuità strutturale. All'interno del teatro sacro fu ritrovata nel 1963 una statuetta acefala in marmo riproducente l'effigie del dio Attis in posa ieratica.
- Il Campus Magnae Matris
- Il Tempietto di Cibele: edificio in pianta quadrangolare allungata, i cui lati sono caratterizzati da blocchi parallelepipedi di opus africanum, alcuni dei quali in collegamento strutturale con i muri in opus africanum dell'anfiteatro. Il pavimento originario era stato realizzato in superficie con lastre di pietra o di marmo e doveva risalire all'età giulio-claudia, mentre la forma del podio con basso plinto probabilmente è di età tardorepubblicana. In epoca tardoantica l'area di questo tempio in antis venne rimaneggiata; in questo strato sono stati ritrovati frammenti litici di leoni (animale caratteristico nell'iconografia di Cibele), il kernos (vaso tipico dei mysteria metroaci), la maschera votiva e un bassorilievo di marmo raffigurante la Magna Mater in trono. Il tempio era in antis, ovvero con ante e colonnato di ordine dorico che sporgevano a destra e sinistra dell'entrata. I muri del tempietto erano decorati con affreschi di colore giallo, rosso, verde (tipici dell'arte egnatina), l'iconografia non è deducibile. All'interno doveva esserci la statua della dea, dispersa probabilmente nel corso dei contrasti tra cristiani e pagani in epoca paleocristiana. In una discarica edilizia d'epoca greca è stata ritrovata una testa in pietra, in cui qualcuno vede il volto di Cibele.
- Un ambiente con vasca: presenta una vasca rivestita in calce idraulica; è collegato architettonicamente con il tempo di Cibele e comunica con il "sacello delle divinità orientali". Le funzioni ipotizzate per questa vasca sono:
  - - lustrale: serviva a purificarsi prima di entrare nel tempio o all'uscita dopo i sanguinosi riti; questo giustificherebbe la posizione dell'ambiente con vasca davanti al tempio in antis di Cibele;
  - - recipiente: conteneva i pesci sacri allevati in onore della dèa Syria;
  - - lavatio: con questo rito si rievocava il bagno lustrale della statua della dea Cibele al suo arrivo a Roma.

Gli strumenti musicali erano utilizzati nelle feste delle Attideia di marzo, durante le quali danze frenetiche, insieme alla pratica di sciogliere i capelli roteando il capo, provocavano un delirio orgiastico, al termine del quale coloro che intendevano entrare nel sacerdozio dovevano assimilarsi al dio Attis, evirandosi con un coccio o una pietra affilata, ma non con lame in metallo, ritenuto impuro
- Sacello delle divinità orientali: è un'area rettangolare cui si accede tramite una soglia calcarea, in cui è presente basamento litico. Su tale basamento erano raffigurati strumenti musicali (due flauti, un timpano e un cembalo), e sulla faccia principale un'iscrizione a ricordare la sacerdotessa Flavia Cypare (sacerdotessa della Magna Mater et Syria Dea). Accanto, fu rinvenuta la testa marmorea del dio Attis, un altro rilievo marmoreo e un frammento fittile raffigurante Cibele. Per quanto riguarda la decorazione dell'edificio, rimanda al periodo augusteo; mentre di epoca adrianea sono la testa in marmo e la mano con syrinx (flauto) di Attis scoperta nel 1964.
- Piazza porticata: è una piazza di forma quadrangolare irregolare, collegata a ovest con l'anfiteatro tramite un largo ingresso, a nord-ovest con il tempio di Cibele e a sud-est con il colonnato murato della stoà (porticato) a L. È stata a lungo confusa con il foro (che invece è di fronte alla basilica civile). Deriva dalla connessione delle due stoà rettilinee che vengono chiuse con due bracci (è un porticato di ordine dorico, di epoca augustea) e lastricata in pietra locale, tufo (di epoca traianea). La pavimentazione traianea viene realizzata in concomitanza con la realizzazione della Via Traiana (infatti, prima della pavimentazione traianea esisteva già un altro lastricato). Consiste in pietra derivante da cave poste al di fuori di Egnazia, molto più resistente. In realtà la via Traiana, a Egnazia (come viene ricordato da Strabone), viene costruita intorno al 110 d.C. sulla via Minucia.
- Il criptoportico: risalente al I secolo; si tratta un criptoportico a quattro bracci, parzialmente scavato nella roccia, e coperto a volta.

#### Fase traianea

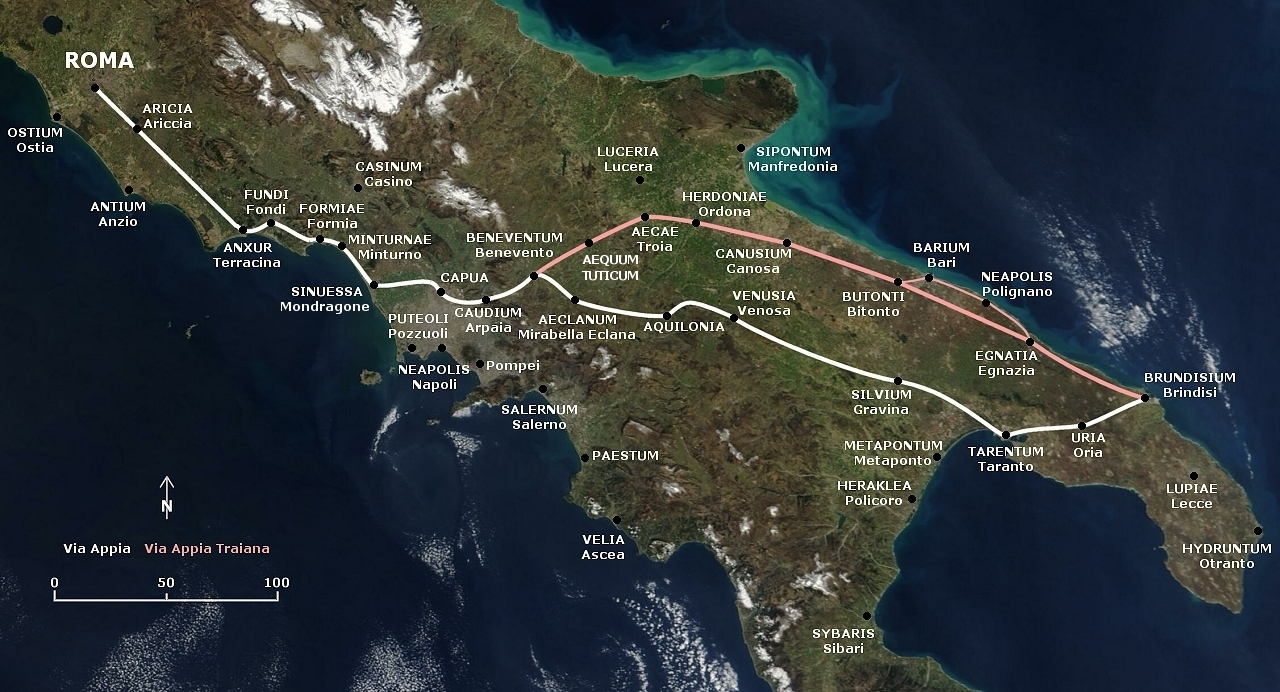
Egnazia e la sua posizione sulla Via Traiana

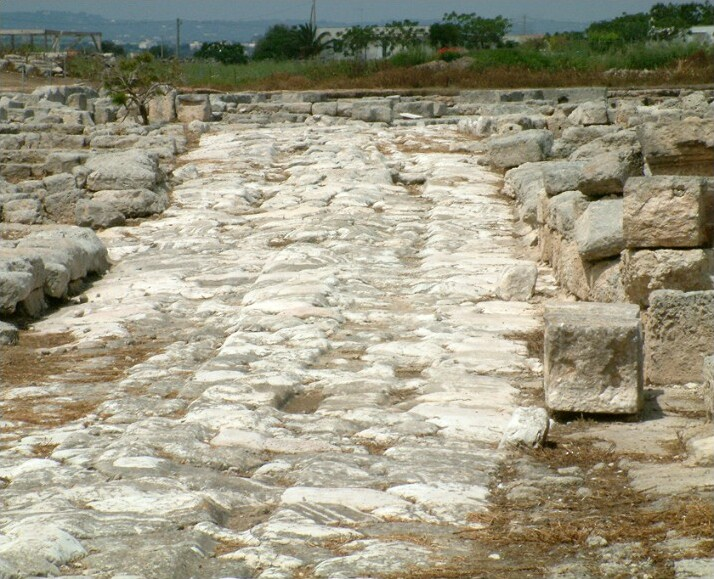
Scorcio della Via Traiana che passa al centro di Egnazia, circondata da botteghe. Sono evidenti i solchi in cui i carri percorrevano la strada.
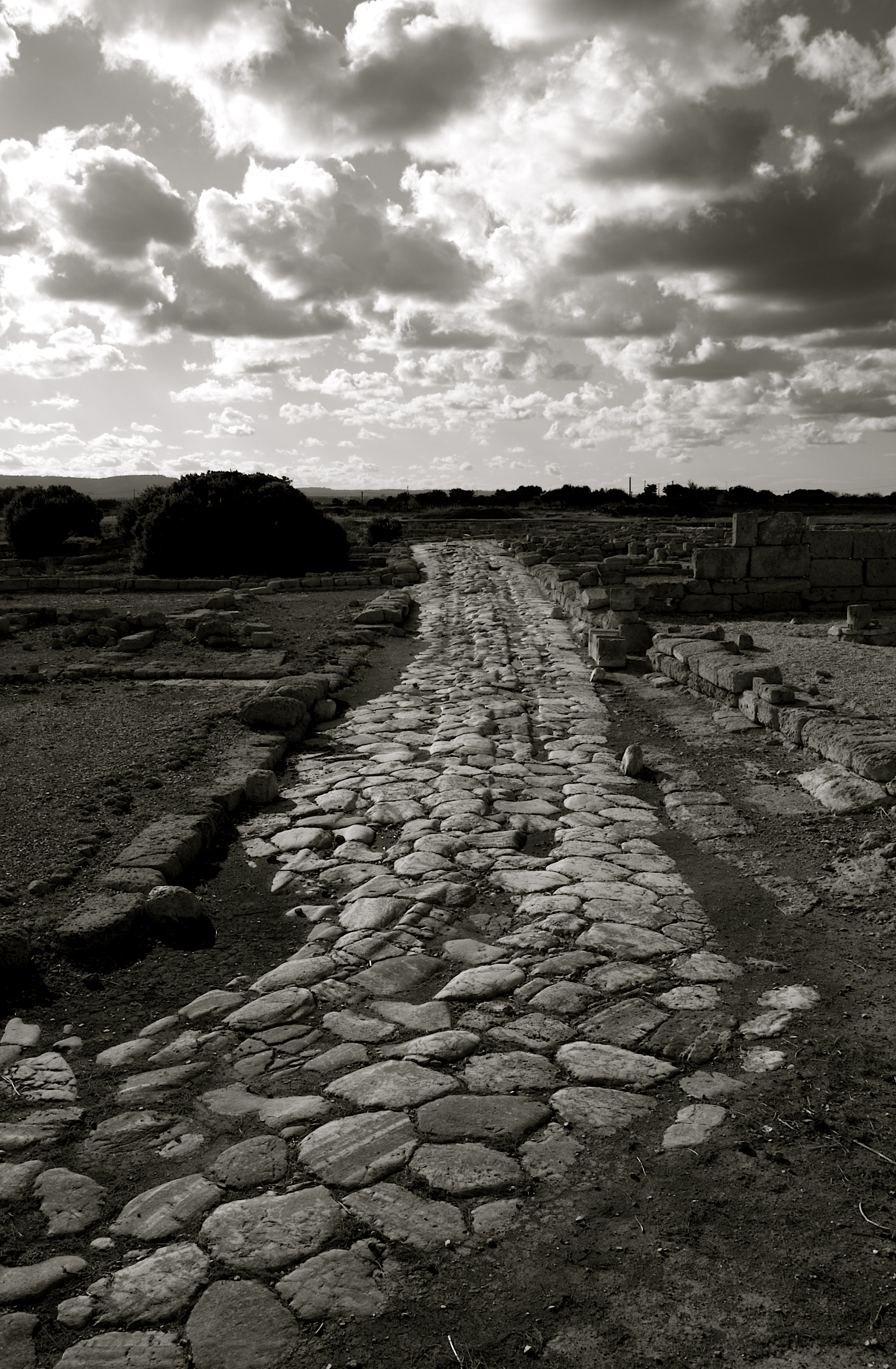
Suggestiva visuale della Via Traiana in Egnazia

Al limite est si trovano tratti di mura in grossi blocchi di tufo (la cinta difensiva più antica), mentre all'interno di tutta la pianta romana sono state ritrovate molte cisterne per l'acqua piovana e tombe scavate nelle rocce.

### Età tardo-antica
Presenta profondi rivolgimenti urbanistici, tanti edifici che rispecchiano l'importanza politica e religiosa della città paleocristiana. Al IV secolo d.C. è datata una fornace per materiali fittili, con camera di combustione sottostante, piano forato, cupola semisferica in collegamento con due stretti imbocchi; realizzata sulla cavità della fossa della tomba della sacerdotessa Tabara, è quindi sovrapposta al monumento messapico. In questo periodo Egnazia si sviluppa nel settore meridionale rispetto alla via Traiana, e presenta grandi complessi edilizi, spesso connessi con l'attività paleocristiana. Era in questo periodo città episcopale, sotto la giurisdizione del Vescovo Rufentius (che partecipò ai concili di papa Simmaco); era uno dei segni della prosperità della città, che acquisiva potere religioso in contrasto con la decadenza di quello politico dell'impero. Il palazzo episcopale presenta un pavimento a mosaico (tessellatum). I culti orientali vengono dismessi e fisicamente cancellati; l'anfiteatro viene invaso da altre strutture, che ne cambiano la funzione, divenendo un foro boario, recinto atto alla vendita di animali. A questo periodo risalgono altre strutture, per lo più nel settore meridionale della città:
- Basilica episcopale: ritrovata negli anni 1970 da Elena Lattanzi; si articola in tre navate, transetto, abside e nartece. Gli scavi 2005/2006 hanno scoperto che in questa fase (V-VI secolo d.C.) esisteva già un'altra basilica precedente, sottostante (IV-V secolo d.C.); quella ritrovata durante gli scavi Lattanzi è un'ultima evoluzione, completata e arricchita con mosaici (di carattere sia geometrico sia fitomorfo), trovati nella navata destra (poiché le altre sono eccessivamente rovinate). Il mosaico presenta tipica simbologia cristiana, come i vasi con i fori che sbocciano, ecc. La distruzione risale probabilmente alla guerra greco-gotica tra Longobardi e Bizantini, ipotesi avallata dalle tracce di bruciato rinvenute (per via della guerra o per l'illuminazione a lucerne?). In questa basilica, che presenta anche un battistero, doveva risiedere il vescovo Rufentius Egnatinus.
- Basilica Quagliati (o paleocristiana, o meridionale): databile tra il VI-VII secolo d.C. presenta sempre tre navate, e doveva sostituire quella episcopale perché incendiata. All'epoca era decaduta l'usanza di tenere fuori dalla chiesa i catecumeni, e manca il nartece (che comunque non è ancora stato scavato). La struttura ha dimensioni inferiori rispetto alla basilica episcopale, forse a testimonianza della diminuzione della popolazione. L'abside invade la carreggiata della traversa centrale che si diparte dalla Via Traiana, probabilmente interpretabile come un segno di rifacimento del quartiere, che ha portato alla inutilizzabilità della via. Queste prove si sposano bene con l'ipotesi della diminuzione della popolazione in seguito alla guerra o a un evento sismico.

### Ultime fasi
Sull'acropoli, tra VIII e X secolo d.C., fu edificato un imponente maschio, che assunse le funzioni di un castello; al suo interno comprende anche una cappella con abside semicircolare. In epoca altomedievale il borgo di Egnazia, dimenticando i fasti e la popolazione dei tempi antichi, si racchiuse in questa zona. Il periodo è politicamente complesso: il Regno longobardo con capitale a Benevento, fronteggia l'Impero bizantino, mentre Bari è un emirato arabo a partire dall'883 d.C. Egnazia si trova a 50 km da Bari, Taranto e Brindisi, all'epoca tutte islamiche. Il castello fu realizzato con blocchi di reimpiego; nella parte in basso a destra presenta una cappella con abside.
Tradizionalmente, alle scorrerie dei Goti viene attribuito l'abbandono di Egnazia, ma la vita continuò in aggregati di capanne sull'acropoli già fortificata, addossate al castello, sede delle nuove funzioni politico-amministrative. L'ultimissima fase di vita di Egnazia si protrae fino al X-XV secolo, epoca a cui risalgono gli ultimi rinvenimenti di ceramiche. Successivamente, alcune famiglie nei secoli successivi sporadicamente si insediano nelle tombe a camera, riadattate e ampliate per lo scopo. Il fenomeno verrà poi arginato dalla concentrazione degli abitanti verso Monopoli o Fasano. L'abbandono di Egnazia fu lento e progressivo, e la città sarà poi usata esclusivamente come cava di materiale edilizio di reimpiego per le costruzioni nelle suddette città.

## Economia della città
Originariamente, le attività economiche erano simili a quelle di altri villaggi protostorici salentini: era praticata la caccia al cervo, anche per l'utilizzo dei palchi per la lavorazione di oggetti quali zappette, spatole punteruoli, fuseruole; comune anche la caccia al cinghiale e al lupo, che veniva probabilmente ucciso in difesa del bestiame domestico. Non esistono resti che attestino la pratica della pesca, mentre grazie al rinvenimento di oggetti ornamentali realizzati con conchiglie forate è possibile ipotizzare un'abbondante raccolta di molluschi, soprattutto a scopo alimentare. L'attività principale praticata, tuttavia, fu l'allevamento, soprattutto del maiale, del bue e degli ovicaprini. Veniva probabilmente effettuata una transumanza a breve raggio sulle colline immediatamente retrostanti l'insediamento. Erano coltivati grano e orzo, oltre che raccolte olive e ghiande. Il clima era temperato umido nelle fasi antiche protoappenniniche, caldo nell'Appenninico e caldo umido nella tarda età del bronzo.
In epoca ellenistico-romana, una delle zone più importanti per comprendere le dinamiche economiche della città è sicuramente il porto, che in epoca tardo antica era atto a ospitare magazzini e strutture commerciali. Sono state qui ritrovate zappe, aratri, ami e anfore per l'olio e le olive. Tutta questa zona fu realizzata sui detriti che avevano invaso la città durante il maremoto. In questa zona si trovano anche fornaci, usate per la produzione di materiale ceramico di uso comune in argilla chiara (poi scurita dalla cottura e dallo smalto). Altro esempio ne è un salvadanaio, in argilla arancione e sovradipinto con pittura rossa a motivi geometrici. Tra le altre testimonianze, una lucerna in sigillata africana, che presenta un ictius, ovvero la raffigurazione di un pesce, con esplicito riferimento alla simbologia cristiana. In questa zona fu inoltre rinvenuto un anello d'oro, che presenta nella parte alta un edificio sormontato da un rubino. Recentemente si è compreso trattarsi di un anello di fattura mediorientale, probabilmente appartenuto a un vescovo o a qualche impiegato alle sue dipendenze. L'edificio rappresentato presenta la tipica architettura della Terrasanta.

## La necropoli occidentale
Tale motivo decorativo ha un significato ben preciso, e un'origine interessante. Secondo alcune ipotesi, Alessandro Magno, durante le sue conquiste si sarebbe imbattuto in popolazioni nomadi, che usavano porre sul pavimento della capanna dei tappeti (quando la capanna stessa non fosse costituita da tappeti). Quello del tappeto tessile è un tipo di pittura funeraria che non trova paragoni nella Messapia ma che rientra in una più vasta elaborazione artistica riscontrabile in alcune tombe ellenistiche di Alessandria. Questo lascerebbe presumere che Egnazia fosse abitata da gruppi con un forte senso d'appartenenza e tradizione greca o orientale.

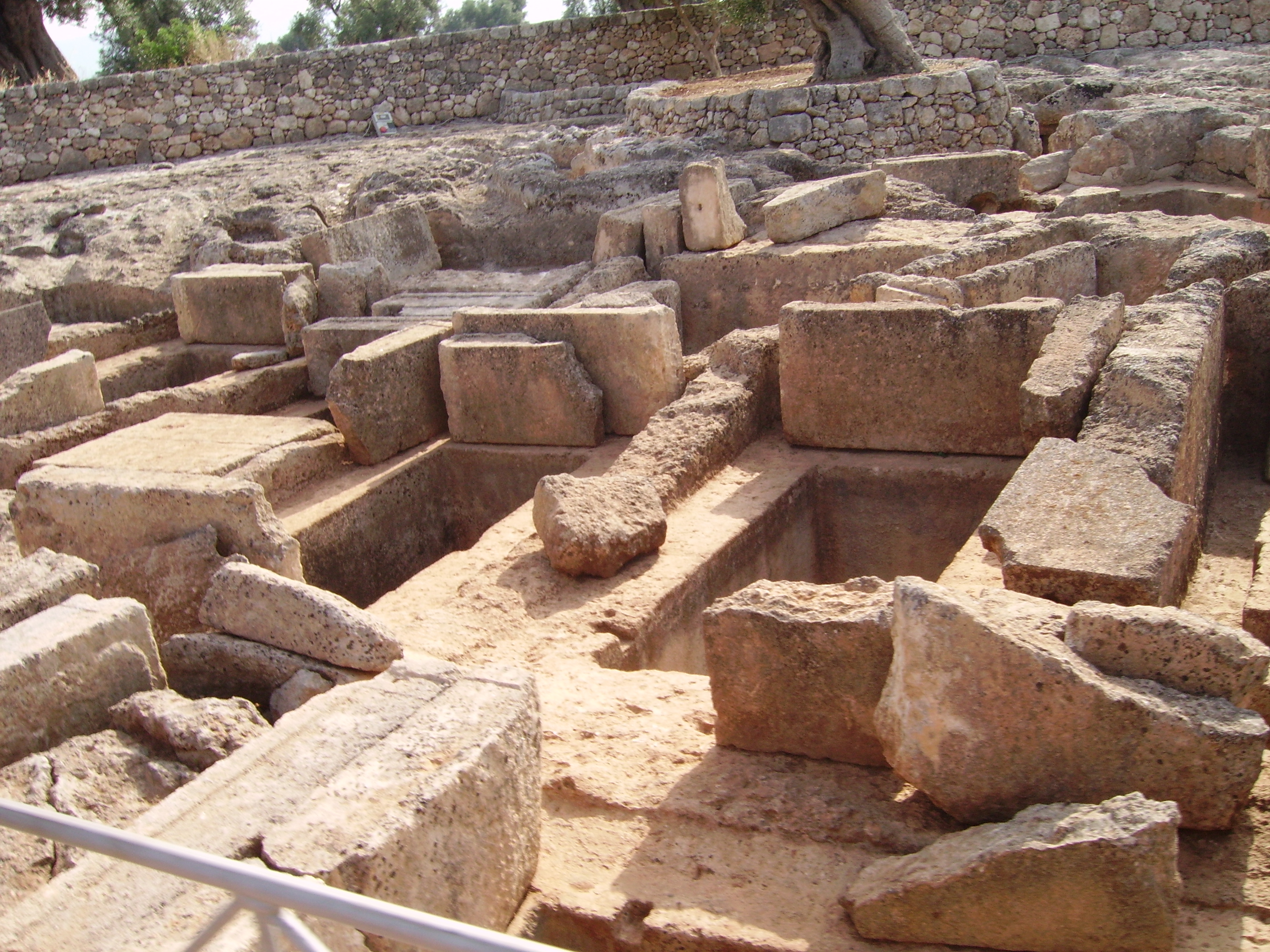
Tombe egnatine "a fossa", occluse da lastroni in pietra e successivamente ricoperte di terra

Le tombe messapiche scoperte a Egnazia presentano spesso decorazioni pittoriche attraverso le quali ci sono pervenute informazioni sulle loro concezioni cultuali e sulla teoria dell'aldilà, tra il IV e II secolo a.C. Sono particolarmente interessanti sepolture di tipo familiare. L'alto tenore di vita a Egnazia è messo in evidenza dalla presenza di numerose tombe a camera e a semicamera. L'importanza di una tomba a Egnazia è data da due fattori: la dimensione della tomba e la sua decorazione, a connotare la presenza di una classe sociale che era in grado di commissionare queste grandi tombe di carattere familiare, attestando inoltre l'esistenza di una fascia sociale di connotazione aristocratica. Maggiori informazioni riguardo alla pittura funeraria si hanno nelle tombe della cosiddetta necropoli occidentale, mentre poco si sa della necropoli meridionale per la maggior parte ancora da scavare. La prima, che è stata sottoposta per secoli allo scavo clandestino dei "tombaroli", ed è situata al di fuori della città, a ovest delle mura di fortificazione, è stata indagata ufficialmente a partire dal 1971 durante la costruzione del Museo Archeologico Nazionale, quando venne scoperta la Tomba del Melograno. Le tombe messapiche sono scavate nella pietra, grazie anche alla non elevata durezza della roccia locale (denominata carparo) e possono essere:
- a fossa;
- a camera (o ipogei, stanze sotterranee, scavate per intero nella pietra), suddivise nella tipologia A) a dromos (dal greco, corridoio) con piano coperto da lastroni e cella sepolcrale e B) a scalinata (intagliata nella roccia, con vestibolo e camera chiusa);
- a semicamera (di dimensioni inferiori rispetto agli ipogei);

Di seguito è riportato il catalogo delle tombe rinvenute nella necropoli occidentale:
- Ipogeo del pilastro
- Ipogeo del melograno
- Tomba 78/1
- Tomba 78/3 ("tomba del banchetto")
- Tomba 78/4
- Tomba 79/8
- Tomba 81/23 ("della fiaccola")
- Tomba 82/1 ( "Labate")
- Tomba 94/1

La tomba che sicuramente ha suscitato più interesse per le sue caratteristiche, è stata l'Ipogeo del pilastro: fu rilevata una prima volta nel 1939 e una seconda nel 1963; è un ipogeo a due camere, una più grande dell'altra, collegate da un breve corridoio (dromos), attraversato da una scala metallica di accesso. Il corridoio e la camera più grande sono completamente intonacati e dipinti con riquadrature architettoniche, mentre la camera più piccola presenta una decorazione limitata a un angolo ed estesa al soffitto. La tomba prende il suo nome dalla presenza di un pilastro con funzione statica nella camera più grande (e più antica). Di fronte all'ingresso vi è una nicchia con una specie di cancelletto in pietra, in cui venivano conservate le ossa. La decorazione pittorica è di carattere geometrico "a linee e a zone" e questa pittura serve a enfatizzare l'aspetto architettonico della tomba. La seconda cella sepolcrale è stata creata successivamente e nella decorazione del soffitto è evidente un motivo che ricorda un "tappeto disteso" (tapis tendu). Poiché del corredo funebre non è stata rinvenuta alcuna traccia, per la datazione della camera più grande si ricorre alla presenza della nicchia con pseudo-cancello, assimilabile alla struttura della tomba 79/8, laddove la seconda camera potrebbe risalire al III secolo a.C. (data motivata dalla presenza del fregio marmorizzante esteso al soffitto piuttosto che alla parete, tipico degli edifici egnatini di quest'epoca).

## Arte egnatina

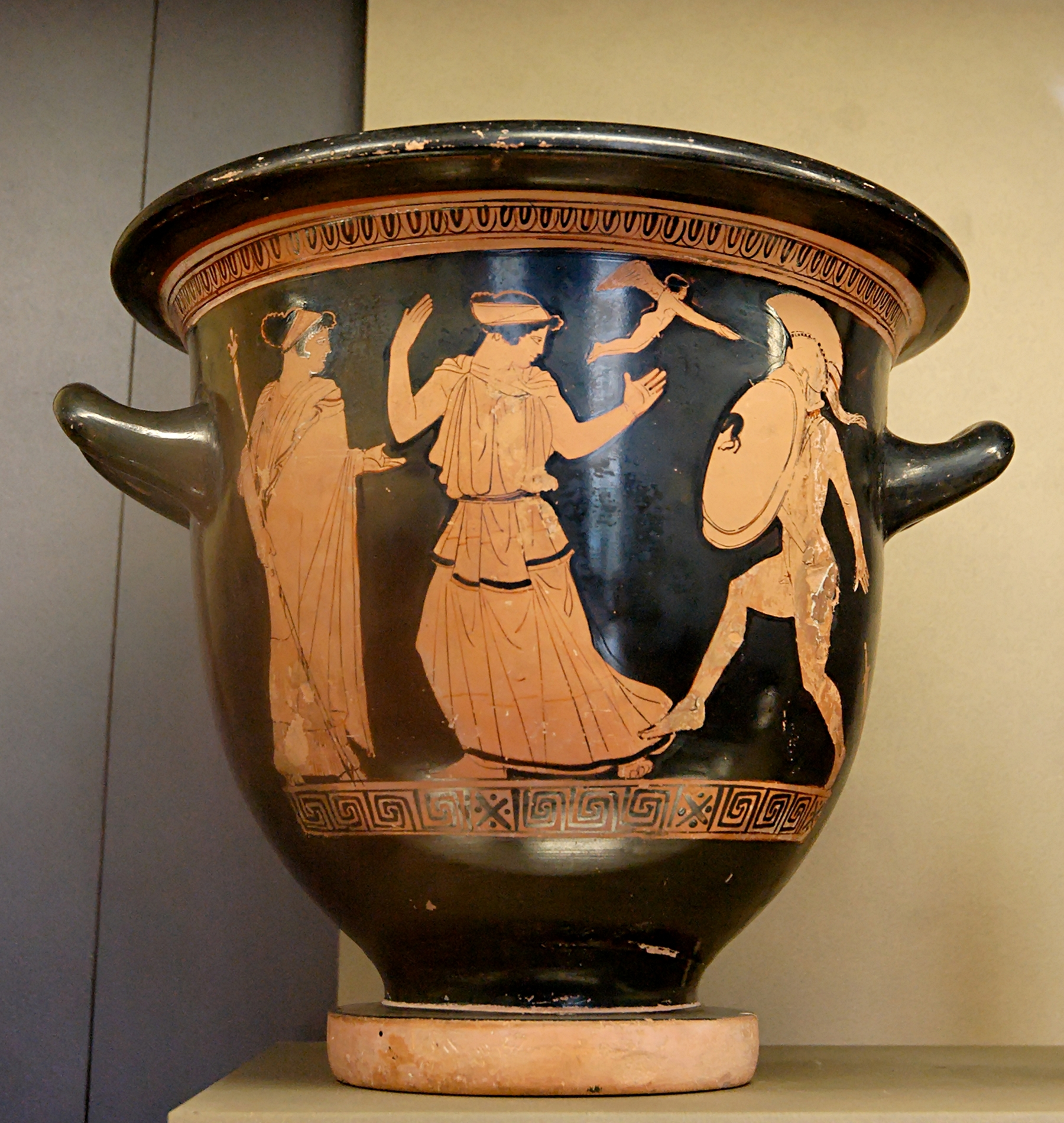
Vaso greco in stile attico rinvenuto nella città, attualmente conservato al museo del Louvre, a Parigi

Per quanto riguarda la pittura funeraria, la presenza di sepolture di vari periodi permette di affermare la loro presenza in ambito sia messapico sia magno-greco. Si è notato come in alcuni ipogei di Egnazia si cerca di armonizzare la decorazione con l'architettura delle celle funerarie, infatti si conferisce una funzione alla banchina deposizionale ricoprendola con una zoccolatura rossa di base. È caratteristico della pittura funeraria lo stile a zone che nasce intorno al V secolo a.C. in Grecia e si diffonde nel IV e nel III secolo a.C. Si tratta di un tipo di decorazione, elaborata soprattutto a Taranto, principale città della Magna Grecia. Ci sono ancora una volta a Egnazia caratteristiche proprie della cultura tarantina. Infatti, nella tomba 78/4 viene utilizzato dello stucco per sagomare una cornice parietale; di carattere tarantino è anche il ricavare una kline così come dare forma monocellulare all'ipogeo. L'influenza di Taranto si trova maggiormente espressa per l'architettura degli ipogei così come nella tecnica della decorazione a zone. La decorazione delle tombe predilige ornamentazioni vegetali con fregi e ramoscelli di tralcio ed edera, di corone e di foglie di loto. Inoltre le decorazioni risentono di un'omologazione religiosa costituita dalla pittura con una fiaccola accesa (tombe con queste decorazioni sono una a Taranto e una a Egnazia).
Da Egnazia prende il nome una particolare tecnica di pittura vascolare di età ellenistica, la "ceramica di Egnazia" (stile di Gnathia), realizzata anche in diverse località della Puglia e dell'Italia meridionale nei secoli IV-III secolo a.C. Lo stile di questi oggetti è nel fondo nero lucente, con sovradipinture bianche, gialle e rosse che descrivono motivi fitomorfi o geometrici, talvolta accompagnati da elementi dionisiaci o di costume.

## Oggi
L'area archeologica di Egnazia dove durante l'Impero romano sorgevano basiliche, piazze e strade, ora prende finalmente vita con ologrammi, app, realtà aumentata e con incontri di musica, teatro e rievocazioni. Dal 16 giugno al 13 agosto del 2017 diventa sede di un'installazione videoartistica con ricostruzioni digitali dal nome "Drawing Egnazia" rendendo possibile a tutti i visitatori la comprensione attiva del luogo. Inoltre, dal 13 al 15 giugno 2024 si è tenuto il vertice dei G7.